# Louis-Claude Brullé
Louis-Claude Brullé († 8. Januar 1772 in Paris) war ein französischer Buchdrucker und Enzyklopädist.

## Leben und Wirken
Brullé war Vorarbeiter, contremaître von 1752 bis 1765 bei dem Pariser Verleger und Druckereibesitzer André Le Breton, dem Mitherausgeber der Encyclopédie. Brullé half Le Breton Veränderungen an der fertiggestellten Enzyklopädie vorzunehmen, sehr zum Unmut von Denis Diderot.
Er redigierte die Artikel Imprimerie und Prote für die Encyclopédie.